# HEC Alumni

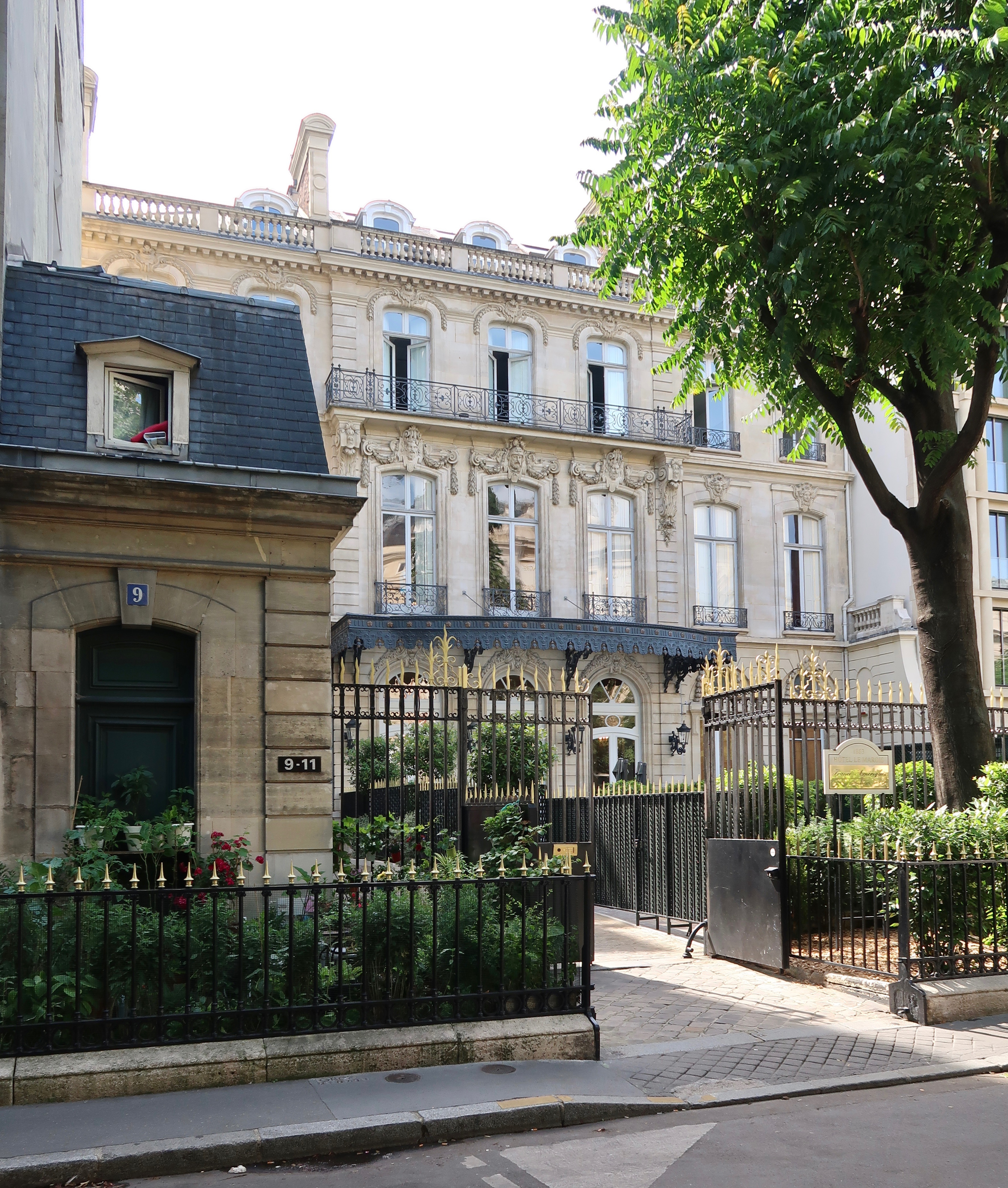
HEC Alumni i Paris åttonde arrondissement.

HEC Alumni är en ideell organisation skapad 1883 och utgör en sammanslutning av tidigare studenter vid den franska handelsskolan École des Hautes Etudes Commerciales (HEC Paris).

## Publikationer
Föreningen ger ut en månadstidning med titeln "HEC stories".
Den publicerar också en årlig alumnikatalog.